# 共和水库 (桦南)
共和水库是中国黑龙江省佳木斯市桦南县境内的一座水库，位于倭肯河支流双龙河上，建于1980年。水库正常库容为3200万立方米，集雨面积为168平方千米，海拔为146.43米。